# Legendary Tales (Rhapsody)
Legendary tales is het eerste album van Rhapsody uitgebracht in 1997.
Het album is het eerste deel van de "Emerald Sword Saga"
Het album begint met een krachtig nummer "Ira tenax" met een groots koor. Daarna volgt "Warrior of ice" met een rijke mix van symfonische muziek, metal en stemmen. Het tempo van dit nummer varieert enorm en is soms luid dan weer zachter. "Rage of the winter" en "Flames of revenge" zijn eerder powermetal. Tussenin horen we "Forest of unicorns", een soort droevige folkse ballad. Virgin skies is een rustige instrumentale track. "Land of immortals" is een snelle track met een meeslepend refrein. Dan volgt weer een rustig nummer met piano en klavier en koren bij het refrein, "Echoes of tragedy". "Lord of thunder" is dan weer een snel nummer met grootse orkestrale stukken.
Dit album combineert metal en klassieke muziek.
De muziek op dit album kent veel complexe structuren waarbij tempo, instrumenten en vocaal soms zeer sterk wisselen.

## Inhoud
1. Ira tenax (1:13)
2. Warrior of ice (5:58)
3. Rage of the winter (6:10)
4. Forest of unicorns (3:23)
5. Flames of revenge (5:32)
6. Virgin skies (1:22)
7. Land of immortals (4:49)
8. Echoes of tragedy (3:32)
9. Lord of the thunder (5:32)
10. Legendary tales (7:50)

## Artiesten
- Fabio Lione - vocalist
- Sasha Paeth - bassist, akoestische gitarist en mandoline
- Luca Turilli - gitarist
- Daniele Carbonera - drummer
- Alex Staropoli - klavier
- Robert Hunecke - bassist
- Manuel Staropoli - barokfluitist
- Thomas Rettke, Cinzia Rizzo - achtergrond vocalist
- Anne Schnyder - hoofdviolist